# Мовчановський Фелікс Францевич
Мовчано́вський Фе́лікс Фра́нцевич (1852, Харків — 1921, Катеринослав) — міський голова міста Олександрівськ Катеринославської губернії у 1901–1911 та 1916–1917 рр.

## Життєпис
Народився в Харкові у дворянській родині. Отримав домашню освіту.
У середині 1870-х років переїхав до Олександрівська, де у 1875 році заснував комерційне
підприємство «Паровий лісопильний завод та лісова торгівля Мовчановського», річне виробництво якого 1889 року становило 200 тис. рублів. За достатньо нетривалий час став одним з найбагатших людей міста.
Також активно займався громадською роботою. 1875 року обраний гласним повітового земства. У 1880 році обраний гласним Олександрівської міської думи, де очолив ревізійну комісію, а також увійшов до складу санітарної комісії, комісію з будівництва та народної освіти.
Активно займався благодійністю. 1899 року він передав у власність міста незакінчений кам'яний будинок з дворовим місцем, розташований на розі вулиць Покровської та Катеринославської (нині — вул. Поштова), так званий «Захар'їнській двір», при цьому сплатив вексель на нього сумою більше двох тисяч рублів. На одному із засідань міської думи депутати вітали Мовчановського вставанням та оплесками та щиро дякували меценатові. На верхньому поверсі будинку розташовувалося повітове земство, нижній поверх був відданий в оренду та приносив місту 2000 рублів щорічно.
11 грудня 1901 року був обраний міським головою міста Олександрівськ. Прийняв напівзруйноване, запущене міське господарство.
1908 року Фелікс Мовчановський зробив наголос на рішенні критичних проблем міста, однією з яких були міські дороги. За розпорядженням Мовчановського почалося покриття доріг бруківкою. фінансування мощення доріг багато в чому забезпечувалося запропонованим Мовчановського попудовим збором в 1/8 копійки з торгових вантажоперевезень, які йшли транзитом через місто.
Було продовжено спорудження міського водоводу та водонапірних веж.
1908 року, завдяки клопотаннями Мовчановського, Олександрівськ отримав державну позику в 1 мільйон рублів. З цієї суми місто виплатило 300 тисяч рублів боргу і на решту коштів було розгорнуто активне будівництво муніципальних будівель, продовжилося розширення водопровідної мережі.
У період керівництва міста Феліксом Мовчановського, було споруджено будинок міського банку, закінчено будівництво Олександрівської жіночої гімназії, забруковані багато міських вулиць, продовжено спорудження водопроводу та водонапірних веж, побудовано нову скотобійню. Як представник міста Ф. Ф. Мовчановський неодноразово брав участь у комісіях з експлуатації Дніпровських порогів, про направлення II Катерининської залізниці та ін. Завдяки діяльності Ф. Ф. Мовчановського в місті була побудована перша електростанція.
1903 року в двох кілометрах від Олександрівська Феліксом Мовчановським була відкрита перша в країні школа для глухонімих. Школа мала свою залізничну гілку, власні електростанцію, водовідведення, систему центрального опалення, лікарню, аптеку, друкарню, завод сільськогосподарських машин, православну церкву (служба священика дублювалася жестовою мовою). Одночасно з освітою діти отримували й основи знань з роботи на землі. В Євпаторії у школи діяв власний санаторій.
1911 року навколо школи для глухонімих вибухнув скандал. Мовчановського звинуватили у привласненні благодійних внесків, він був заарештований і 3 місяці провів у в'язниці. У цей період обов'язки міського голови виконував Кирило Дмитренко. 1913 року слідство встановило відсутність складу злочину з боку Фелікса Мовчановського.
1913 року Фелікс Мовчановський виїхав з Олександрівська. Два роки він працював у Всеросійській організації Червоного Хреста та Всеросійському союзі міст. Наприкінці 1915 він повернувся в Олександрівськ, де виставив свою кандидатуру в міську думу і отримав підтримку жителів. У жовтні 1916 року він вдруге став міським головою.
1917 року остаточно покинув пост міського голови. Служив у Червоній Армії. Помер від епідемічного висипного тифу в Катеринославі 1921 року.
Син Георгій (1890–1953), учасник Білого руху на Півдні Росії, поручик.
2013 року в Запорізькій обласній універсальній науковій бібліотеці пройшла виставка присвячена Феліксу Мовчановського.
19 лютого 2016 року на сесії Запорізької міської ради вулиця Копьонкіна перейменована 
в місті Запоріжжя на вулицю Фелікса Мовчановського.
У травні 2016 року у Запоріжжі відкрито меморіальну дошку Феліксу Мовчановському. 6 лютого 2021 року в сквері імені Олександра Пушкіна відкрито  пам'ятник першому очільнику міста Запоріжжя.

## Піклування та благодійна діяльність
- Голова Опікунської ради Олександрівського міського комерційного училища.
- Член-представник Піклування механіко-технічного училища.
- Член Повітового Піклування дитячих притулків.
- Член піклувальної ради жіночої гімназії.
- Член Комітету Піклування про народну тверезість.
- Директор піклувального о в'язницях товариства.
- Член благодійного товариства «Покровське братство».
- Почесний член Товариства допомоги учням технічного училища.